# Simon Fraser, 15. Lord Lovat
Brigadegeneral Simon Christopher Joseph Fraser, 15. Lord Lovat, 4. Baron Lovat DSO, MC, TD (født 9. juli 1911 i Inverness, død 16. marts 1995 i Beauly, Inverness-shire) var den 25. leder af klan Fraser og en fremtrædende leder af britiske kommandosoldater under 2. Verdenskrig. Hans venner kaldte ham "Shimi" Lovat, en anglificeret udgave af hans navn på gælisk. Hans klan omtalte ham som MacShimidh, hans gæliske efternavn, der betyder søn af Simon. Simon er det foretrukne navn for lederne af klan Fraser. Han er almindelig kendt som den 17. Lord Lovat.

## Tidlige år
Simon Fraser blev født på Beaufort Castle, Inverness, søn af Simon Fraser, 14. Lord Lovat og Laura, datter af Thomas Lister, den 4. Baron Ribblesdale. Efter at være blevet uddannet på Ampleforth College (hvor han var medlem af officers træningskorpset og Oxford University, hvor han gik ind i universitetets kavalerieskadron, blev Fraser udnævnt til sekondløjtnant i Lovat Scouts (en reserveenhed) i 1930. Han overgik til den stående hær (stadig som sekondløjtnant) i Scots Guards i 1931. Det følgende år efterfulgte Fraser sin far, og blev den 15. lord Lovat (omtalt som den 17. Lord Lovat), og 25. leder af klan Fraser. Han blev forfremmet til løjtnant i august 1934. Lovat tog sin afsked fra den stående hær som løjtnant i 1937, og blev overført til den supplerende reserve af officerer. Han giftede sig med Rosamond Broughton i 1938, og de fik seks børn sammen.

## 2. Verdenskrig
Inden 2. Verdenskrigs udbrud, i juni 1939, tog Lord Lovat også sin afsked fra reserven. I august, da krigen nærmede sig, blev Lord Lovat mobiliseret, og blev kaptajn i Lovat Scouts. Det følgende år meldte han sig frivilligt til en af de nye commando enheder, som blev dannet af den britiske hær, og blev til sidst knyttet til 4. Commando. Den 3. marts 1941, gennemførte 3. og 4. Commando et angreb på det tyskbesatte Lofoten. Under dette vellykkede angreb ødelagde kommandostyrken et betydeligt antal fiskeolie fabrikker, olielagre og 11 skibe. De fik også fat i krypteringsudstyr og kodebøger. Udover ødelæggelsen af materiel tog kommandostyrken 216 tyske tropper til fange, og 315 nordmænd valgte at følge med kommandostyrken tilbage til Storbritannien.
Som midlertidig major havde Lord Lovat kommandoen over 100 mand i 4. Commando og en styrke på 50 mand fra det canadiske Carleton and York Regiment ved et angreb på den franske kystby Hardelot i april. For dette angreb blev han tildelt Military Cross den 7. juli 1942. Lord Lovat blev fungerende oberstløjtnant i 1942, og blev udnævnt til chef for 4. Commando. Han anførte dem i det mislykkede angreb på Dieppe (Operation Jubilee) den 19. august. Hans kommandostyrke angreb og ødelagde et batteri med seks 150 mm kanoner. Lovat blev tildelt Distinguished Service Order (DSO). Angrebet som helhed var en katastrofal fiasko. Tabene var på over 4.000, fortrinsvis canadiere.
Lord Lovat blev til sidst brigadegeneral, og blev leder af den nyformerede 1. Special Service Brigade i 1944. Lord Lovats brigade blev landsat på Sword Beach under invasionen i Normandiet på D-dag den 6. juni 1944. Lord Lovat vadede efter sigende i land med en hvid trøje under sin kampuniform med "Lovat" skrevet på kraven og bevæbnet med en gammel Winchester riffel. Lord Lovat gav sin personlige sækkepibespiller Bill Millin ordre til at spille kommandostyrken i land, i modstrid med klare ordrer om ikke at tillade en sådan handling i kamp.
Lovats styrke rykkede hurtigt fremad, Lovat selv rykkede med dele af sin brigade frem fra Sword Beach til Pegasusbroen, som blev forsvaret af tropper fra den 6. britiske luftbårne division, som var landet kort efter midnat. Lord Lovats kommandostyrke ankom kort efter kl. 13 til Pegasusbroen, selv om det planlagte mødetidspunkt var middag. Det er en almindelig misforståelse, at de nåede frem omtrent til tiden, blot 2½ minut forsinket. Efter at være nået frem undskyldte Lord Lovat til oberstløjtnant Geoffrey Pine-Coffin (Yorkshire Light Infantry) fra 7. faldskærmsbataljon. Kommandosoldaterne krydsede derefter Pegasusbroen til lyden af Bill Millins sækkepibe, hvorunder 12 mænd døde, skudt gennem deres baretter. Senere grupper af kommandosoldater løb over i små grupper med hjelme på. Han fortsatte med at etablere forsvarsstillinger omkring Ranville, øst for Orne-floden. Broerne blev undsat senere på dagen af elementer fra den 3. britiske infanteridivision.
Under et angreb på landsbyen Bréville den 12. juni blev Lord Lovat alvorligt såret, mens han observerede et artilleribombardement fra den 51. infanteridivision. En vildfaren granat ramte for kort, og slog ned mellem officererne og dræbte oberstløjtnant A. P. Johnston, lederen af 12. faldskærmsbataljon og sårede brigadegeneral Hugh Kindersley fra den 6. luftlandebrigade alvorligt.

## Senere liv
Lord Lovat blev helt rask oven på de alvorlige sår, han havde fået i Frankrig, men kunne ikke vende tilbage til hæren (han overgik til reserven i 1949). Winston Churchill anmodede om, at han blev kaptajn for Honourable Corps of Gentlemen-at-Arms i House of Lords. Lord Lovat afslog imidlertid tilbuddet, og i 1945 sluttede han sig til regeringen som parlamentarisk viceudenrigsminister. Han blev senere minister for økonomisk krigsførelse, men tog sin afsked efter Winston Churchills valgnederlag efter krigen. I 1946 blev han udnævnt til kommandør i Venerable Order of Saint John. Hans formelle pensionering fra hæren skete den 16. juni 1962, han beholdt den honorære rang af brigadegeneral.
Lord Lovats involvering i politik fortsatte livet igennem i Det britiske overhus og amtsrådet i Inverness. Han brugte en stor del af sin tid på familiens besiddelser. Han var høvding for "Lovat Shinty Club", det lokale shinty hold, som bærer hans families navn. Lord Lovat kom ud for betydelige omvæltninger i sine sidste år. Han gik fallit, og to af hans sønner døde før ham i løbet af få måneder. Et år inden hans død i 1993 blev familiens traditionelle residens, Beaufort Castle solgt.
Sækkepibespilleren Bill Millin, Lord Lovats personlige sækkepibespiller, som havde spillet kommandoerne i land på D-dag, spillede ved Lord Lovats begravelse.